# Carrie Johnson
Caroline Louise Bevan "Carrie" Johnson, nata Symonds (Londra, 17 marzo 1988), è la moglie dell'ex primo ministro del Regno Unito Boris Johnson.
In precedenza è stata la prima compagna non sposata di un primo ministro a risiedere in 10 Downing Street. Symonds è divenuta nota alle cronache quando la sua relazione con Johnson è stata resa pubblica. All'epoca, Johnson era sposato con la sua seconda moglie, Marina Wheeler. Il 29 febbraio 2020 Symonds e Johnson hanno annunciato di essere fidanzati e in attesa di un bambino.

## Biografia

### Primi anni di vita e istruzione
Symonds è nata il 17 marzo 1988 da Matthew Symonds, co-fondatore di The Independent, e Josephine Mcaffee, un avvocato che lavora per il giornale. Suo nonno paterno era John Beavan, barone Ardwick, deputato europeo del Partito Laburista negli anni '70 e editore di giornali, e sua nonna paterna era Anne Symonds, giornalista della BBC World Service.
Symonds è cresciuta nel sud-ovest di Londra e tra il 1999 e il 2006 ha frequentato la Godolphin e Latymer School, una scuola indipendente per ragazze. Ha frequentato l'Università di Warwick, dove ha studiato storia dell'arte e compiuto studi teatrali e ha completato la sua laurea nel 2009.

### Carriera
Nel 2009, si è unita al Partito Conservatore come addetto stampa. Ha lavorato presso il quartier generale della campagna elettorale del partito e in seguito ha fatto campagna per Boris Johnson nella selezione per il sindaco di Londra per il Partito Conservatore nel 2010.
Ha anche lavorato per i parlamentari conservatori Sajid Javid (come consulente speciale per i media) e John Whittingdale.
Divenne il capo delle comunicazioni del Partito Conservatore nel 2018, ma lasciò quella posizione più tardi nello stesso anno e iniziò un lavoro nelle pubbliche relazioni per il progetto Oceana.

### Vita pubblica

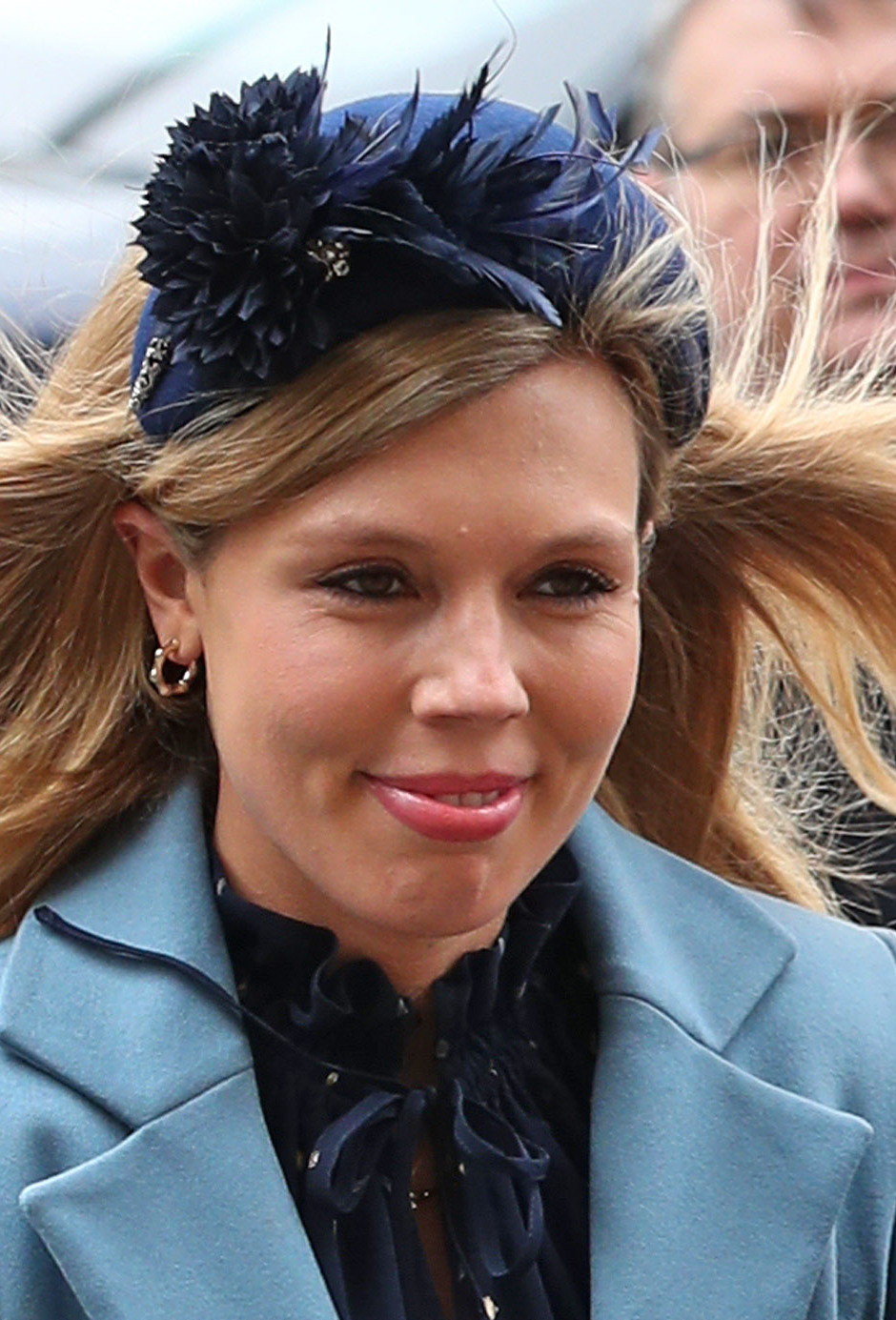
Carrie Johnson durante la Giornata del Commonwealth 2020

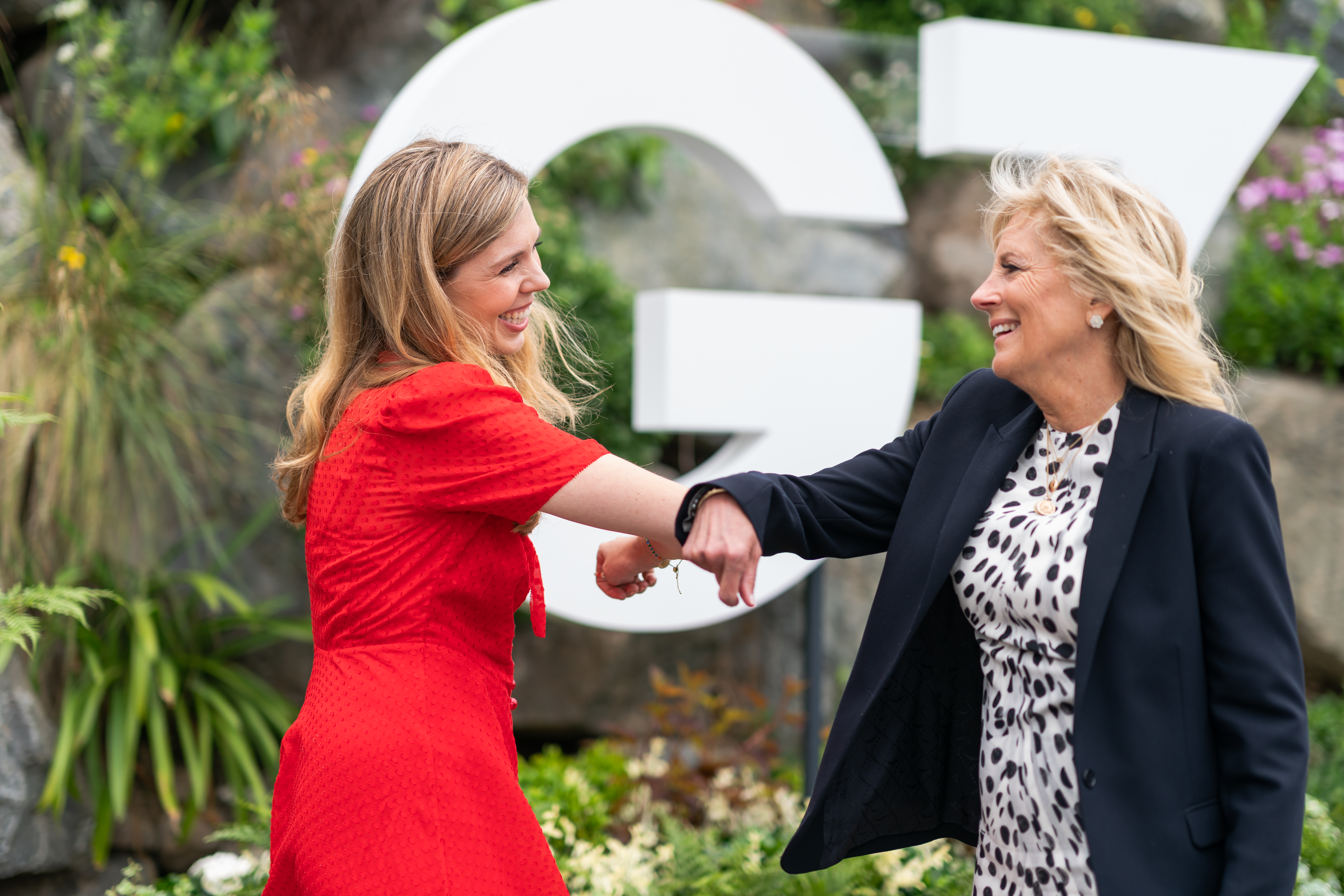
Carrie Johnson e Jill Biden in occasione del G7 del 2021 a Carbis Bay (Galles)

Nel luglio 2019, dopo che Boris Johnson è diventato primo ministro, sia lui che Symonds si sono trasferiti ufficialmente a 10 Downing Street. Il mese seguente, le è stato proibito di entrare negli Stati Uniti poiché la sua domanda di visto è stata respinta a causa di una precedente visita in Somaliland, che gli Stati Uniti considerano parte della Somalia a rischio di immigrazione. Il 16 agosto 2019 ha fatto la sua prima apparizione pubblica da quando è entrata a 10 Downing Street, quando ha affrontato la crisi climatica, da lei chiamata gigantesca.

### Caso John Worboys
Nel 2007, all'età di 19 anni, tornò a casa, da una discoteca di King's Road a bordo di un taxi guidato da un tale John Worboys, un tassista che, due anni dopo, sarebbe poi stato condannato per molteplici aggressioni sessuali ai danni dei suoi passeggeri. Symonds è stata una delle quattordici donne che hanno testimoniato contro Worboys al processo a suo carico. In seguito, intervistata da The Telegraph, ha definito il tassista come "un uomo triste e malvagio e un pericolo per la società".

## Controversie
È tra le personalità coinvolte nello scandalo del Partygate, per cui, ad aprile 2022, è stata emessa una sanzione nei suoi confronti per violazione delle norme anti Covid-19 durante il lockdown.
Le è da più parti criticato di aver esercitato influenze indebite negli affari di stato, anche in sostegno di teorie antiscientifiche.
È coinvolta, con il marito Boris Johnson, in un'indagine della Commissione Elettorale su controversie legate ai lavori di ristrutturazione della residenza ufficiale del Cancelliere dello Scacchiere, al Numero 11 di Downing Street.